# Kappa de la Vela

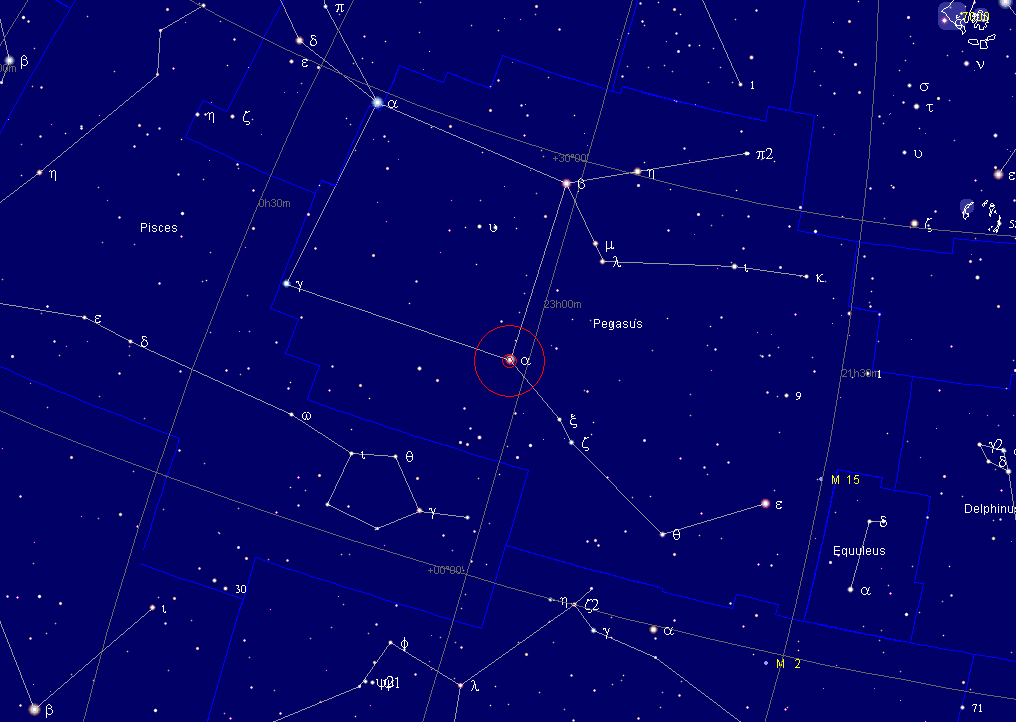
Kappa Velorum a la seva constel·lació

Kappa de la Vela (κ Velorum) és una estrella de la constel·lació de la Vela, part de l'antiga constel·lació de la Nau Argos, la quarta més brillant de la mateixa amb magnitud aparent +2,47. També rep el nom tradicional de Markeb o Markab, més utilitzat per designar l'estrella Markab, Alfa del Pegàs. És l'estrella més brillant de la Falsa Creu, asterisme que forma juntament amb  δ Velorum, Avior (ε Carinae) i Aspidiske (ι Carinae).
Kappa de la Vela és una estrella blava-blanca (de la seqüència principal o subgegant) de tipus espectral B2IV-V que es troba a uns 540 anys llum de la Terra. La seva lluminositat és de 18.400 sols, tinguda ja en compte una gran quantitat d'energia emesa en l'ultraviolat, ja que és una estrella molt calenta la temperatura és de l'ordre de 22.300 K. La seva massa s'estima en 10 ó 11 massa solar és. En ser tan massiva, amb una edat estimada de 16 a 20 milions d'anys, està entrant ja en la fase final de la seva vida.
Kappa de la Vela és una estrella binària espectroscòpica, la companya completa una òrbita al voltant d'ella cada 116,65 dies. La distància mitjana entre ambdues és d'almenys 0,5 ua. És, a més, una font emissora de raigs X, i es desconeix si la radiació prové de l'estrella visible o de la seva companya.
Com a curiositat cal assenyalar que, a només dos graus del pol sud celeste de Mart, pot ser considerada com l'estrella polar del sud d'aquest planeta.